# Joseph-Henri Flacon Rochelle
Pour les articles homonymes, voir Rochelle.
Pour le récipient, voir Flacon.
Joseph-Henri Flacon Rochelle, dit Philidor Rochelle (1781-1834), est un avocat et dramaturge français.

## Biographie

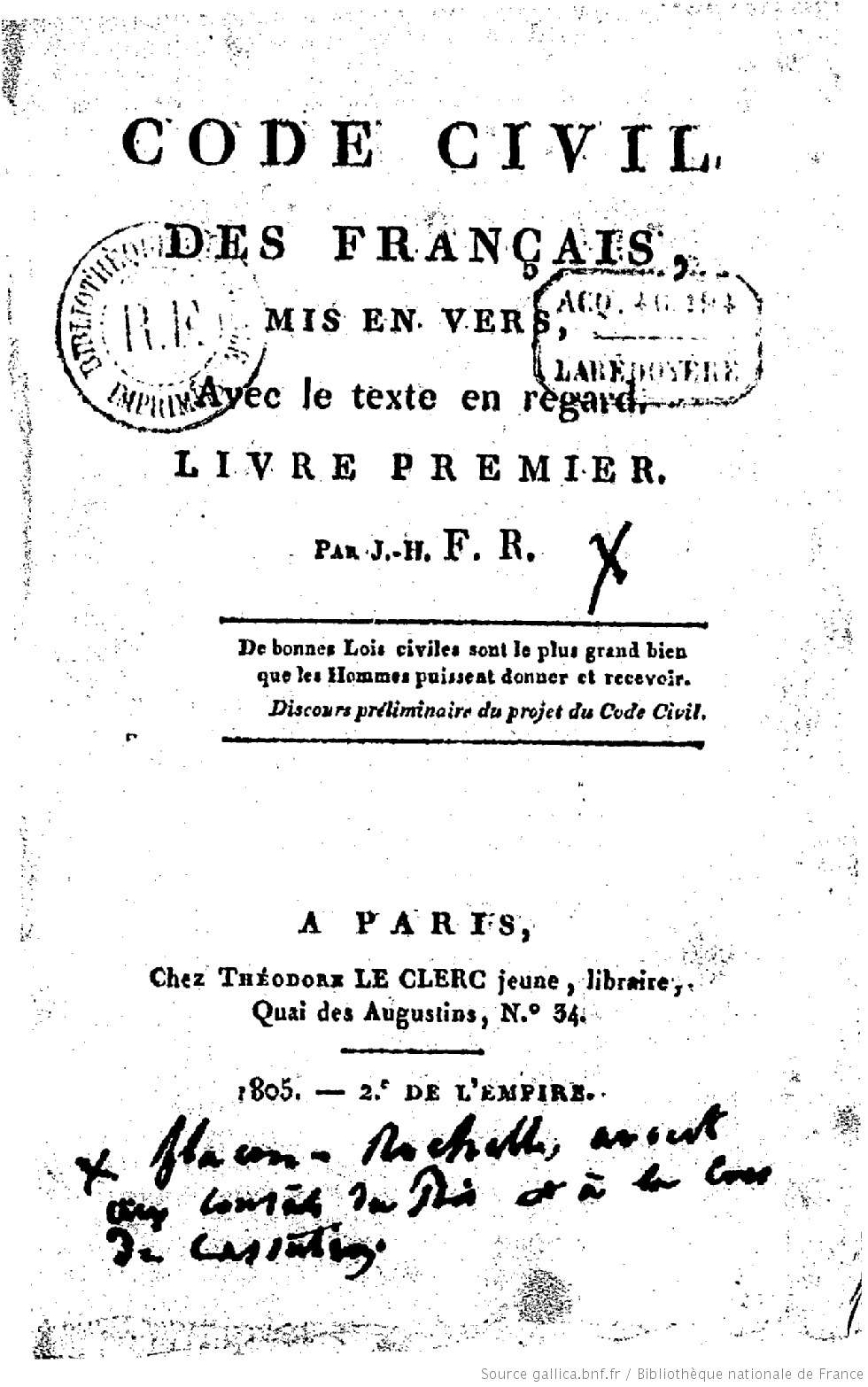
Page de titre du "Code civil des français mis en vers par J-H Flacon Rochelle (source Gallica)

### Avocat et poète
Joseph-Henri Flacon Rochelle est l'auteur de la première version versifiée du Code civil, publiée à Paris en 1805
Il est également l'auteur d'autres ouvrages, notamment des pièces de théâtre de vaudeville signées conjointement avec d'autres auteurs dont principalement le chansonnier et goguettier Jacques-André Jacquelin.
En 1817, il fait partie des premiers membres du nouvel ordre des avocats aux conseils.

### L'affaire des Patriotes de 1816
L'administration du ministre de la Police Élie Decazes, membre du gouvernement dirigé par le duc de Richelieu sut très vite qu'un complot s'organisait contre ce gouvernement et le Roi mais il laissa les membres continuer dans leur projet durant deux mois avant de les arrêter.
Le 27 juin 1816, 28 membres de ce complot furent présentés devant la cour d'assises de la Seine. Maître Joseph-Flacon Rochelle, pourtant avocat à la Cour de cassation, fut membre du jury chargé de statuer sur le sort des accusés .
En qualité de membre de ce jury (et peut-être en raison de sa profession), Flacon Rochelle demande une instruction plus minutieuse, ce qui lui fut refusé. Les chefs d'accusation des membres de la conspiration des Patriotes sont : non dénonciation de complot, distribution d'une proclamation contenant des provocations directes au renversement du gouvernement, distribution d'un signe de ralliement non autorisé par le roi et en outre pour Edmé Henri Charles Tolleron, Nicolas Charles Léonard Carbonneau et Jacques Pleignier complot et crime de lèse majesté. La plupart des accusés seront reconnus comme coupables : trois d'entre eux sont condamnés à avoir « le poing droit coupé et la tête tranchée dans le mode prescrit par la Loi » et huit autres accusés seront condamnés à la déportation .

## Tombe
Joseph-Henri Flacon Rochelle repose sous une colonne, dans la 13e division du cimetière du Père-Lachaise, situé à Paris.

## Ouvrages
- Les Fureurs de l'amour, tragédie burlesque en sept scènes et en vers, avec Jacques-André Jacquelin, Paris, Jeunes-Artistes, 9 juin 1798
- Pradon sifflé, battu et content, comédie anecdote en un acte et en vaudevilles, avec Jacques-André Jacquelin, Paris, Jeunes-Artistes, 4 août 1800
- Le Tableau de Raphaël, ou À trompeur trompeur et demi, comédie-proverbe en 1 acte et en vaudevilles, avec Jacques-André Jacquelin, Paris, Jeunes-Artistes, 9 octobre 1800[9].
- Le Hasard corrigé par l’amour, ou la Fille en loterie, arlequinade en 1 acte et en vaudevilles, avec Jacques-André Jacquelin, Paris, Jeunes artistes, 12 janvier 1801
- Code civil des Français, mis en vers, avec le texte en regard, Paris, Le Clerc jeune, 1805  (EAN 978-2012531048).